# Eric Martin
Eric Lee Martin (Long Island, 10 ottobre 1960) è un cantante statunitense, noto principalmente per la sua militanza nel gruppo musicale Mr. Big, con i quali ha raggiunto il successo mondiale nei primi anni novanta grazie al singolo To Be with You, una canzone scritta da Martin nel periodo della sua adolescenza.

## Biografia
Eric è il figlio di Frederick Lee "Pepper" Martin e Iris Martin. Ha tre fratelli più piccoli di nome Dan, Joan e Laurie. La sua famiglia è per metà irlandese e per metà italiana.
Musicalmente, Eric Martin è stato influenzato soprattutto dal padre, che era il batterista di una band denominata "The Buzz".
Dopo aver suonato la batteria per alcuni anni, Martin si rese conto di trovarsi maggiormente a proprio agio nel ruolo di cantante e frontman. Ha perfezionato il suo stile di canto grazie alla maestra Judy Davis, che gli insegnò dizione, resistenza e il controllo del respiro.

## Influenze
Martin è sempre stato in grado di cantare vari generi come rock, soul e country. È cresciuto ascoltando artisti quali Otis Redding, Paul Rodgers, The Beatles, The Rolling Stones, Lynyrd Skynyrd, Edgar Winter, Free e Humble Pie. Tra i 13 e 15 anni di età, è stato introdotto all'ascolto di diversi artisti provenienti dalla Motown Records.

## Carriera

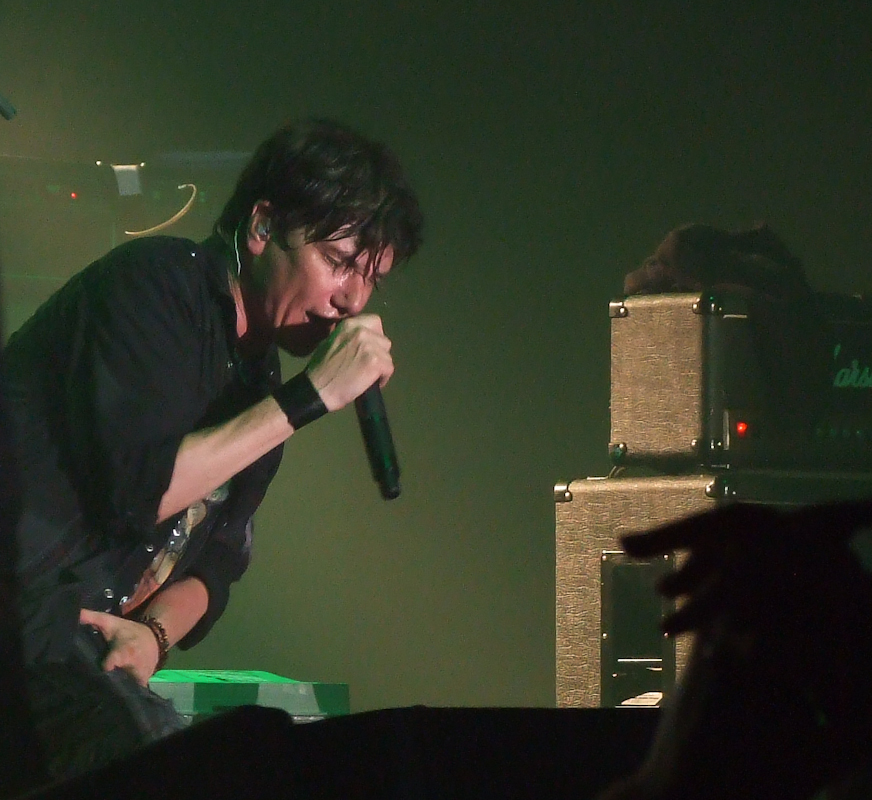
Eric Martin live a Sofia nel 2011

Nel 1978 Martin decise di lasciare la famiglia per intraprendere una carriera musicale. Pochi mesi dopo formò la sua prima band, chiamata 415, in riferimento al prefisso telefonico della San Francisco Bay Area da cui provenivano tutti i componenti del gruppo. Tra questi faceva parte anche Troy Luccketta, divenuto in seguito noto come batterista dei Tesla. La band raggiunse un discreto seguito e aprì i concerti locali di artisti come Billy Squier, Hall & Oates, Rick Springfield, Molly Hatchet, The Marshall Tucker Band e Foreigner. Successivamente firmarono un contratto discografico con la Elektra Records, che decise di rinominarli "Eric Martin Band". Nel 1983 pubblicarono il loro primo e unico album, Sucker for a Pretty Face. La band intraprese un nuovo tour al fianco di ZZ Top, Night Ranger e Journey. Nonostante la buona popolarità acquisita in sede live, il gruppo decise di sciogliersi nel 1985.
Dopo lo scioglimento, Martin intraprese una carriera solista. Nel 1986 registrò due brani per la colonna sonora del film L'aquila d'acciaio (Iron Eagle). In quello stesso periodo venne preso in considerazione come nuovo cantante di Van Halen, Toto e Rainbow. Nel 1988 fu chiamato per formare i Mr. Big insieme al bassista Billy Sheehan, il batterista Pat Torpey e il chitarrista Paul Gilbert. La band pubblicò l'omonimo album di debutto l'anno successivo e partì in tour con i Rush negli Stati Uniti e in Giappone, dove ottenne i primi riscontri importanti di pubblico.
Nel 1991 i Mr. Big pubblicarono il loro secondo album, Lean into It che ottiene grande successo mondiale grazie ai singoli To Be with You (numero uno in classifica) e Just Take My Heart. I successivi album del gruppo non riusciranno a replicare tali vendite, ma incrementeranno ulteriormente la loro fama nei paesi asiatici. Nel 1996 la raccolta Big Bigger Biggest: Greatest Hits arriva a vendere oltre un milione di copie soltanto in Giappone.
Nel 1997 Paul Gilbert lasciò i Mr. Big e il gruppo si prese una breve pausa, durante la quale Martin ritornò a dedicarsi a progetti solisti. In quello stesso anno incise un brano per la serie televisiva Innamorati pazzi. I Mr. Big si ripresentarono al pubblico con una nuova formazione comprendente il chitarrista Richie Kotzen, prima di sciogliersi nel 2002. Successivamente Martin entrò per un breve periodo nel gruppo TMG, fondato con il chitarrista giapponese Tak Matsumoto. Nel 2009 si riunì con la formazione originaria dei Mr. Big per una serie di concerti in Giappone e successivamente in tutto il mondo. Nel 2013 prende parte alla rock opera The Mystery of Time degli Avantasia e bissa poi nel 2019 con il disco Moonglow e il relativo tour.

## Discografia

### Con la Eric Martin Band
- Sucker for a Pretty Face (1983)

### Solista
- Eric Martin (1985)
- I'm Only Fooling Myself (1985)
- Soul Sessions: The Capitol Years (1986)
- Somewhere in the Middle (1998)
- I'm Goin' Sane (2002)
- Pure (2003; EP)
- Destroy All Monsters (2004)
- Mr. Vocalist (2008)
- Mr. Vocalist 2 (2009)
- Love Is Alive: Works of 1985-2010 (2010)
- Mr. Vocalist 3 (2010)
- Mr. Rock Vocalist (2012)

### Con i Mr. Big

#### Album in studio
- Mr. Big (1989)
- Lean into It (1991)
- Bump Ahead (1993)
- Hey Man (1996)
- Get Over It (2000)
- Actual Size (2001)
- What If... (2011)
- ...The Stories We Could Tell (2014)
- Defying Gravity (2017)

#### Live
- Raw Like Sushi (1990)
- Mr. Big Live (Live in San Francisco) (1992)
- Raw Like Sushi II (1992)
- Japandemonium: Raw Like Sushi 3 (1994)
- Channel V at the Hard Rock Live (1996)
- Live at Budokan (1997)
- In Japan (2002)
- Back to Budokan (2009)
- Live from the Living Room (2012)
- Live from Milan (2018)

#### Raccolte
- Big Bigger Biggest: Greatest Hits (1996)
- Deep Cuts: The Best of the Ballads (2000)
- Greatest Hits (2004)
- Next Time Around - Best of Mr. Big (2009)

### Con il Tak Matsumoto Group
- TMG I (2004)

### Partecipazioni
- Michael Bolton – The Hunger (1987)
- Todd Rundgren – Nearly Human (1989)
- Sammy Hagar – Marching to Mars (1997)
- Richie Zito's Avalon – Avalon (2006)
- Ted Nugent – Love Grenade (2007)
- Avantasia – The Mystery of Time (2013)
- Avantasia – Moonglow (2019)

### Tribute album
- Working Man: A Tribute to Rush (1996)
- Mister Bolin's Late Night Revival (2011)
- Sin-Atra (2011)
- Working Class Dogs: A Tribute to Rick Springfield (2012)
- L'Arc~en~Ciel Tribute (2012)

### Colonne sonore
- Teachers Soundtrack (1984)
- Iron Eagle Soundtrack (1986)
- The Amazing Spider-Man vs. The Kingpin (1993)
- Mighty Morphin Power Rangers Soundtrack (1995)
- Mad About You - Music from the Television Series (1997)
- Daytona USA: Championship Circuit Edition (1997)
- Pride Fighting Championships (2006)